# Jan Jarota
Jan Jarota (Łomża; 9 de Dezembro de 1953 — ) é um político da Polónia. Ele foi eleito para a Sejm em 25 de Setembro de 2005 com 3763 votos em 24 no distrito de Białystok, candidato pelas listas do partido Liga Polskich Rodzin.